# Kartäuserkloster Nürnberg

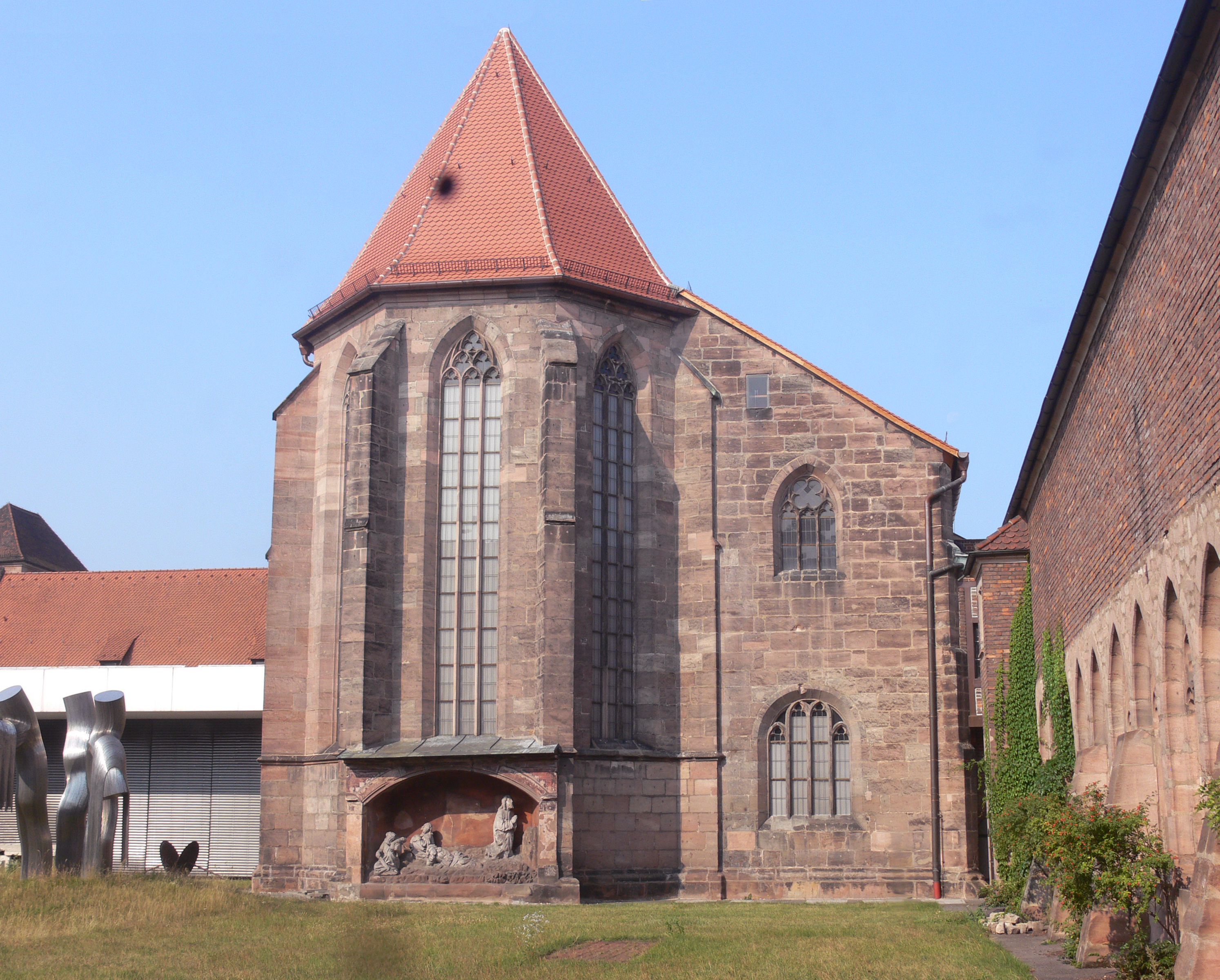
Chor der Kartäuserkirche

Das Kartäuserkloster Nürnberg ist ein ehemaliges Kloster der Kartäuser in Nürnberg. Die Gebäudereste der Kartause sind heute Bestandteil des Germanischen Nationalmuseums.

## Geschichte

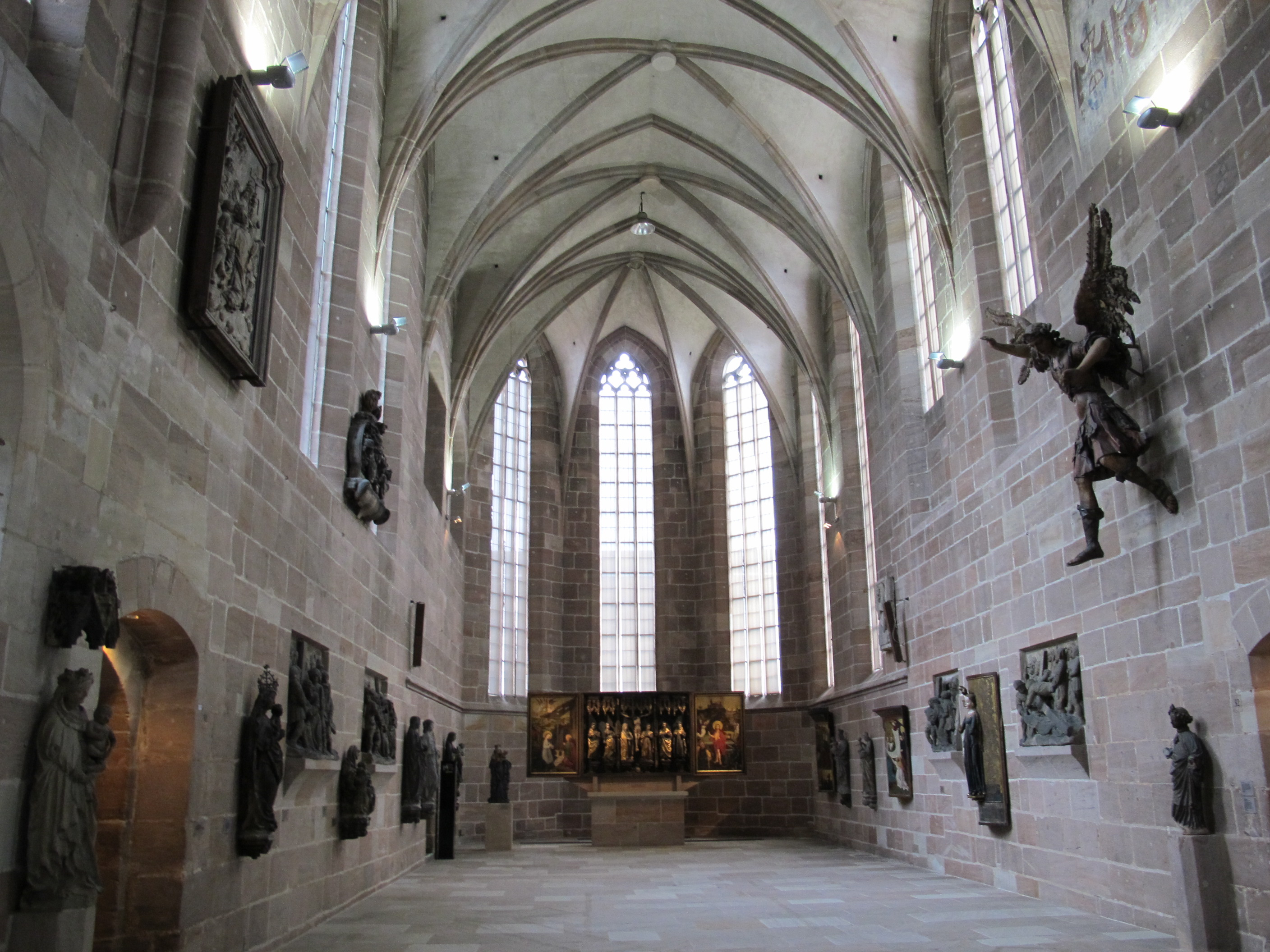
Inneres der Kartäuserkirche

Das Kloster wurde 1380 von dem Kaufmann Marquard Mendel dem Kartäuserorden gestiftet. Die raumgreifende Anlage fand ihren Platz in der südlichen Vorstadt, außerhalb der ersten Stadtmauer zwischen dem Klarissenkloster und der ehemaligen Deutschordenskirche St. Jakob. Die Grundsteinlegung der Kirche war am 16. Februar 1381. Bei diesem Ereignis waren Wenzel, König von Böhmen und römisch-deutscher König, und der päpstliche Legat Kardinal Pileus anwesend. Die ersten Mönche sind bereits für 1382 bezeugt und bereits 1383 oder 1387 soll die Kirche geweiht worden sein. 1385 wurde der Stifter Marquard Mendel im Chor der Kirche bestattet.
An den Bauten des Klosters wurde bis in die Mitte des 15. Jahrhunderts weitergearbeitet (Sakristei, Kreuzgang mit den Zellen der Mönche sowie Gemeinschafts- und Wirtschaftsbauten).
Das in der Reformation 1525 aufgehobene Kloster wurde in der Folge profan genutzt. Ab 1625 diente die Kirche zumindest zeitweise wieder dem Gottesdienst (zunächst evangelisch, dann ab 1784 vorübergehend katholisch). Im Jahr 1857 wurde die stark in Mitleidenschaft gezogene Anlage schließlich dem Germanischen Museum übergeben.

## Baugeschichte

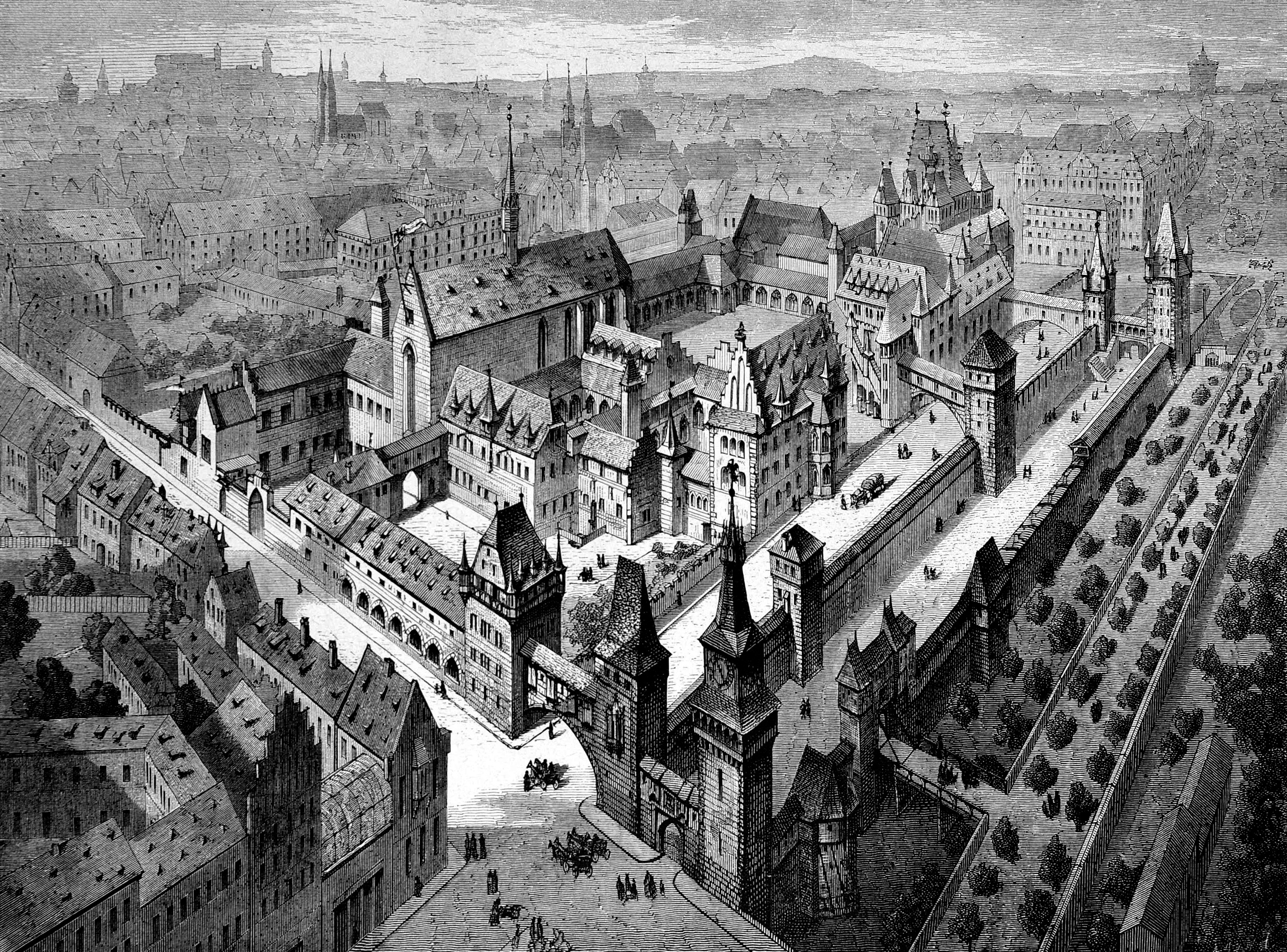
Das Germanische Nationalmuseum im Jahr 1884

Nach der Grundsteinlegung am 16. Februar 1381 wurde die Kirche in zwei Bauabschnitten errichtet: die Ostteile bis um 1383/87 und die westliche Erweiterung bis 1405. Nach dendrochronologischer Untersuchung wurde in diesem Jahr die Dachbalken gefällt. Zugleich mit der Kirche und Sakristei wurde der Kapitelsaal errichtet, so dass sich eine Kreuzform für den Grundriss ergab. Wohl kurz nach 1459 erhielt der Kapitelsaal einen eingezogenen Chor mit dreiseitig gebrochenem Abschluss und der gesamte Bauteil wurde mit einem Netzgewölbe nach oben abgeschlossen. Der Kleine Klosterhof war bereits 1405 fertiggestellt.
Durch beträchtliche Zerstörungen im Zweiten Weltkrieg ging u. a. der an der Südseite der Kirche anliegende Kapitelsaal verloren. 1998 konnte der ehemalige Kapitelsaal archäologisch untersucht werden.

## Gebäude
Um die einschiffige Klosterkirche im gotischen Stil sind noch einige Baureste der Kartause vorhanden oder wurden stark überformt wiederaufgebaut, wie der Kleine und der Große Klosterhof mit Teilen der gewölbten Kreuzgänge sowie am nördlichen Kreuzgangflügel die Mönchshäuser.